# Johann Gottlieb Schober
Johann Gottlieb Schober (* 8. Oktober 1767 in Görlitz; † 24. Februar 1840) war ein deutscher evangelischer Geistlicher.

## Leben
Johann Gottlieb Schober war der Sohn des Bierschröters Johann Christoph Schober (* 18. Dezember 1712 in Wendisch-Muskau; † 20. Mai 1792) und dessen Ehefrau Maria Elisabeth (* 26. Februar 1727 in Haagendorf; † 31. Juli 1790) geb. Heyern.
1783 besuchte er das Augustum-Gymnasium in Görlitz und hatte Unterricht bei Johann Gottfried Altenberger (1734–1799), Ernst Friedrich Lubisch (1735–1796), Johann August Ferdinand Hortschansky (1770–1831), Georg Gottfried Petri, Christian Samuel Friedrich Grosser (1720–1792), Johann Friedrich Neumann (1737–1802), Christian August Schwarze (1755–1809) und Friedrich Christian Baumeister.
1786 begann er an der Universität Leipzig ein Theologiestudium, hierbei unterstützte ihn der Magistrat aus Görlitz mit einem Stipendium. Er hörte Vorlesungen in Theologie bei Karl August Gottlieb Keil, Johann Christian Rosenmüller und Samuel Friedrich Nathanael Morus, Philosophie-Vorlesungen bei Ernst Platner, Vorlesungen in Geschichte und Sprache bei Christian Daniel Beck und Mathematik-Vorlesungen bei Carl Friedrich Hindenburg.
Nach Beendigung des Studiums 1789 unterrichtete er anfangs als Hauslehrer in Görlitz Kinder aus angesehenen Familien und wurde 1793 Collaborator am Gymnasium sowie 1795 Mitglied des Priesterkollegiums. Nach seiner Ordination in Leipzig trat er am 21. Februar 1796 in Gersdorf bei Lauban die Nachfolge des Pfarrer Johann Christian Neumann an, der das Pfarramt in Schreibersdorf übernahm. 1808 erhielt er eine Berufung durch den Magistrat von Görlitz als Pfarrer an die dortige Peter- und Paulkirche zu kommen. Er hielt jedoch lediglich eine Gastpredigt, verweigerte dann aber die Rückkehr in seinen Heimatort, weil er seine Gemeinde in Gersdorf nicht verlassen wollte. 1809 wurde er nach Jänkendorf bei Niesky gerufen und lehnte auch dieses Amt sowie eine zweite Berufung nach Görlitz an die Dreifaltigkeitskirche ab.
Nach dem Tod seiner Ehefrau übernahm er das vakante Pfarramt in Waldau, nachdem dort der Magister Vogel 1814 verstorben war. Am 11. Juni 1815 wurde er durch den Kollator Karl Gottlieb Anton als Pfarrer berufen und trat in Waldau am 8. Oktober 1815 das Amt an. Am gleichen Tag wurde das neu erbaute Schulhaus in Ober-Waldau eingeweiht; ein Werk, das er maßgeblich vorbereitet hatte. 1825 führte er in ein seiner Gemeinde ein neues Gesangbuch ein.
Am 21. April 1832 wurde er zum Superintendenten der zweiten Bunzlauer Diözese ernannt und in dieses Amt am 10. Juli 1832 durch den Generalsuperintendenten Friedrich Ribbeck eingesetzt.
Am 17. April 1796 heiratete er in erster Ehe Christiane Gottliebe Kleeditz (* unbekannt; † 8. März 1815), eine Tochter des Magister David Heinrich Kleeditz, Pfarrer in Liebenau bei Pirna. Nach dem Tod seiner ersten Ehefrau heiratete er in zweiter Ehe am 21. November 1810 Ernestine Elisabeth Christiane verwitwete von Warnsdorf, geb. von Kiesenwetter.

## Werke
- Johann Gottlieb Schober: Unsern Freunden: Glückwunschgedicht beim Abschied aus Görlitz auf Johann Gottlieb Schober, Christian Gotthelf Gründling, u. a., April 1786. Görlitz: Fickelscherer, 1786.
- Ernst Friedrich Lubisch; Johann Friedrich Fickelscherer; Johann Gottlieb Schober; Johann Christian August Ehalt; Johann Rudoph von Gersdorf: Der Gedächtniß-Aktus des Johann Rudolph von Gersdorfischen Vermächtnisses für unser Gymnasium wird den Freytag um 9 Uhr (den 26. Sept.) gefeyert werden. Görlitz Gedruckt bey Johann Friedrich Fickelscherer Görlitz 1783